# تاجنانت
تاجنانت (به عربی: تاجنانت) یک شهرداری در الجزایر است که در استان میله واقع شده‌است. تاجنانت  ۴۳٬۱۵۱ نفر جمعیت دارد.